# 博纳雷斯
博纳雷斯，是西班牙安达卢西亚自治区韦尔瓦省的一个市镇。总面积65平方公里，总人口5163人（2001年），人口密度79人/平方公里。